# Les Réseaux de l'extrême

Les Réseaux de l'extrême est une série de quatre documentaires réalisés par Caroline Fourest et diffusés la première fois sur France 5 en février et mars 2013. Ces documentaires de 52 minutes présentent et analysent les principales mouvances extrémistes en France.
La série comprend quatre volets : Les Enragés de l'identité, Les Naufragés de Sion, Les Radicaux de l'islam, Les Obsédés du complot.